# Акікадзе
Акікадзе (Akikaze, яп. 秋風) — ескадрений міноносець Імперського флоту Японії, який брав участь у Другій світовій війні.
Корабель, який став дев'ятим (за датою закладання) серед есмінців типу «Мінекадзе», спорудили у 1921 році на верфі компанії Mitsubishi у Нагасакі.
На момент вступу Японії до Другої світової війни «Акікадзе» належав до 34-ї дивізії ескадрених міноносців, яка підпорядковувалась 11-му Повітряному флоту (базова авіація Імперського флоту). Як наслідок, його діяльність була передусім пов'язана із обслуговуванням потреб цього авіаційного формування. 7 грудня 1941-го «Акікадзе» вийшов з Такао (наразі Гаосюн на Тайвані) та до 12 грудня перебував у морі із завданням на пошук та порятунок пілотів, які могли бути збиті під час перших повітряних нальотів на Філіппіни.
13 грудня 1941-го «Акікадзе» розпочав ескортування з Такао авіатранспорту (судно, дообладнане для перевезень літаків та матеріальних припасів авіації) «Камогава-Мару», який прямував до Легаспі на південно-східному узбережжі острова Лусон, де 12 грудня висадився японський десант. Рейс пройшов без ускладнень і 23 грудня загін повернувся до Такао.
26—31 грудня 1941-го «Акікадзе» супроводив конвой з Такао до Давао на південному узбережжі філіппінського острова Мінданао (цей пункт японці узяли під контроль 20 грудня та збирались використовувати його як передову базу для наступу на схід Нідерландської Ост-Індії). Після цього протягом кількох тижнів «Акікадзе» ніс патрульно-ескортну службу в районі Давао, а 24 січня — 6 лютого провів конвої до Такао та назад у Давао.
8—10 лютого 1941-го «Акікадзе» ескортував конвой до острова Амбон (захоплений японським десантом після боїв, що тривали з 31 січня по 3 лютого), а потім на певний час залишився для несення патрульно-ескортної служби на цій базі.
Станом на середину квітня 1942-го «Акікадзе» перебував у Пенанзі на західному узбережжі півострова Малакка. 15 квітня він вийшов звідси разом зі ще 2 есмінцями та приєднався до ескорту Третього Бірманського конвою, який прямував із Сінгапура, щоб доправити підкріплення японським військам, які вели наступ у Бірмі. 19 квітня конвой досягнув Рангуна. 22 квітня — 4 травня есмінець пройшов до Майдзуру (обернене до Японського моря узбережжя острова Хонсю), де став на ремонт.
8—22 червня 1941-го «Акікадзе» здійснив перехід до Океанії, виконавши ескортну функцію на маршруті Сасебо (обернене до Східнокитайського моря узбережжя острова Кюсю) — Сайпан (Маріанські острови) — атол Трук (головна база японського Четвертого флоту, розташована у центральній частині Каролінських островів) — Рабаул (головна передова база в архіпелазі Бісмарка, з якої здійснювались операції на Соломонових островах та сході Нової Гвінеї). 29 червня есмінець розпочав ескортування авіатранспорту «Могамігава-Мару» (25 червня прибув до Рабаулу з Йокосуки), який прямував до острівця Тулагі на сході Соломонових островів — японці захопили його на початку травня та облаштували тут базу гідроавіації (можливо відзначити, що на початку липня в цей район також прибув цілий конвой з Трука, що започаткувало спорудження повноцінного аеродрому Гендерсон-Філд на сусідньому острові Гуадалкнал). Розвантажившись, «Могамігава-Мару» рушив у зворотний шлях і 5 липня разом з «Акікадзе» повернувся до Рабаула.
З 6 по 21 липня «Акікадзе» ескортував конвої по маршруту Рабаул — Сайпан — Трук — Рабаул, а 22 липня вийшов з останнього з тим же авіатранспортом «Могамігава-Мару». На цей раз кораблі попрямували до новогвінейського Лае (на східному узбережжі острова у глибині затоки Хуон), де японці висадились ще на початку березня. Саме в цей період японці розпочали наступ з району Буна-Гона (дві з половиною сотні кілометрів на південний схід від Лае) по суходолу на Порт-Морсбі (спроба захопити це місто десантом була зірвана на початку травня унаслідок битви в Кораловому морі). 25 липня «Могамігава-Мару» розвантажив винищувачі для авіагрупи, що базувалась на Лае, та вирушив назад, а 27 липня прибув разом з «Акікадзе» до Рабаула.
З 1 по 4 серпня 1942-го «Акікадзе» супроводжував «Могамігава-Мару» з Рабаула до Кавієнга (друга за значенням японська базу у архіпелазі Бісмарка, розташована на північному завершенні острова Нова Ірландія) та назад. В Кавієнзі вже кілька місяців базувалась дивізія важких крейсерів, а тепер японське командування вирішило розмістити тут авіагрупу ВМФ.
7 та 9 серпня 1942-го «Акікадзе» здійснив транспортні рейси до Буки — порта на однойменному острові біля північного завершення значно більшого острова Бугенвіль. Це вже відбувалось на тлі початку битви за Гуадалканал, де саме 7 серпня висадились союзники, і саме ця подія визначила характер діяльності «Акікадзе» на наступні кілька місяців. З 15 серпня по 3 вересня есмінець охороняв гідроавіаносець «Акіцусіма», який спершу прямував з Рабаула, перейшов на якірну стоянку Шортленд (прикрита групою невеликих островів Шортленд акваторії біля південного завершення острова Бугенвіль, де зазвичай відстоювались бойові кораблі та перевалювались вантажі для подальшої відправки далі на схід Соломонових островів), де перебував з 16 по 29 серпня. 30 серпня «Акіцусіма» прибув до Буки, звідки діяв наступні кілька діб, а потім разом з «Акікадзе» повернувся у Рабаул.
19 вересня «Акікадзе» вийшов у транспортний рейс до затоки Реката на північному узбережжі острова Санта-Ісабель (тут, у центральній частині Соломонових островів, з травня знаходилась база японської гідроавіації), а 21 вересня знову узявся за охорону «Акіцусіма». Останній знову вів бойові дії з Шортленду та Буки, а 5 жовтня повернувся у Рабаул.
З 10 до 19 жовтня 1942-го «Акікадзе» ніс патрульно-ескортну службу між Рабаулом та Букою, а з 20 по 31 жовтня утретє охороняв «Акіцусіма», який побував на Шортленді та у Рекаті. 1 листопада есмінець привів до Рабаулу на буксирі транспорт «Ното-Мару», який напередодні був торпедований та пошкоджений підводним човном за шість десятків кілометрів на південний схід від Рабаула, в протоці між островами Нова Британія та Нова Ірландія.
4 листопада 1942-го «Акікадзе» здійснив транспортний рейс до Буки, а 9 листопада виходив з Рабаула для зустрічі ескортного авіаносця «Тайо», який наблизився до архіпелагу Бісмарка для доставки літаків (японці активно використовували ескортні та навіть легкі авіаносці для перевезень літаків з Японії до віддалених авіабаз).
Починаючи з 11 листопада 1942-го, «Акікадзе» більш як два тижні ніс патрульно-ескортну службу між Раабаулом та Кавієнгом, а 10 грудня вирушив у незвичну транспортну місію, під час якої відвідав віддалені більш ніж на дві тисячі кілометрів атоли Кваджелейн та Малоелап (Маршаллові острова), а потім повернувся назад. Після цього майже два місяці есмінець знову ніс патрульно-ескортну службу — з 31 грудня 1942 по 16 січня 1943 між Рабаулом та Кавієнгом, а з 17 січня по 21 лютого між Рабаулом та Бугенвілем (Букою і Шортлендом).
З 21 лютого 1943-го «Акікадзе» у черговий раз узявся за супровід «Акіцусіми». Втім, на той час інтенсивність боїв у Меланезії сильно знизилась (9 лютого японці завершили евакуацію з Гуадалканалу), так що гідроавіаносець полишив цей регіон та попрямував з Шортленду до Мікоронезії. 24 лютого він відвідав острів Науру, 26 лютого побував на атолі Джалуїт (Маршаллові острова), а 27 числа прибув до атола Кваджелейн. Наступного дня «Акіцусіма» рушив до острова Вейк (і взагалі до початку літа діяв на сході Мікронезії), тоді як «Акікадзе» в якийсь момент розпочав повернення до Меланезії та 3 березня прибув до Рабаула.
З 8 по 18 березня 1943-го «Акікадзе» здійснив транспортний рейс, під час якого відвідав Вевак (найбільша японська база на північному узбережжі Нової Гвінеї), а потім повернувся до Рабаулу із заходом на острів Манус. При цьому на Новій Гвінеї та Манусі на борт есмінця узяли близько шести десятків осіб персоналу місцевих католицьких місій (священнослужителі з переважно німецьким громадянством та китайці), а на останньому переході до Рабаулу стратили їх та викинули рештки у море.
З 18 березня по 3 квітня 1943-го «Акікадзе» ескортував конвої з Рабаулу на Джалуїт, а потім до Сасебо, після чого вирушив до Майдзуру для ремонту. Наприкінці весни есмінець знову вирушив до Меланезії та 25 травня — 3 червня пройшов до Рабаулу, ескортуючи при цьому мінний загороджувач «Цугару». У наступні два місяці есмінець переважно ніс патрульно-ескортну службу — з 9 по 29 червня між Рабаулом, Букою та Шортлендом, а з 1 по 22 липня в районі Рабаула. «Акікадзе» також залучали до транспортних місій і 5 червня, 26 та 31 липня він виходив у рейси до півострова Сурумі (центральна частина південного узбережжя Нової Британії), де японці мали резервний аеродром у Гасматі, призначений для забезпечення аварійних посадок літаків, які здійснювали операції на Новій Гвінеї.
По завершенні другого із цих рейсів «Акікадзе» вирушив до Тулуву на мисі Глочестер (утворює західне завершення острова Нова Британія) для порятунку членів екіпажів втрачених есмінців «Аріаке» та «Мікадзукі».
2 серпня 1943-го в районі південніше від Рабаула «Акікадзе» став ціллю для ворожих літаків та зазнав пошкоджень, загинуло 23 моряки. 3 серпня есмінець прибув до Рабаула для аварійного ремонту, а 26 серпня — 6 вересня пройшов до Майдзуру для повноцінного відновлення.
7 листопада 1943-го «Акікадзе» разом зі ще одним есмінцем вийшли з Токійської затоки, маючи на борту персонал та матеріальні запаси авіації, які мали доставити у Меланезію. 18 листопада кораблі прибули до Рабаулу, після чого «Акікадзе» узявся за транспортні рейси. 22, 27 та 29 листопада він разом з есмінцем «Юнагі» ходив до Кавуву (Гавуву) на мисі Хоскінс (північне узбережжя Нової Британії дещо менш ніж за дві з половиною сотні кілометрів на південний захід від Рабаула), де японці мали аеродром. 25 листопада «Акікадзе», «Юнагі» та «Фумідзукі» відвідали мис Дамп'єр, а 1 грудня «Акікадзе» разом з «Фумідзукі» та «Мінадзукі» ходив до острова Гарове (у морі Бісмарка за три сотні кілометрів на захід від Рабаула).
7 грудня 1943-го «Акікадзе» зазнав певних пошкоджень при зіткненні з есмінцем «Амагірі» біля Кавієнгу. Після цього 16 грудня він пройшов з Кавієнга до Рабаула, а невдовзі полишив його та попрямував на північ. Під час переходу 21 грудня есмінець став ціллю для авіації та зазнав додаткових пошкоджень від близького розриву. 22 грудня «Акіцукі» прибув на Трук та став на доковий ремонт.
23—25 січня 1944-го «Акікадзе» пройшов з Труку до Рабаулу та знову узявся за транспортні рейси. 26 та 28 січня він виходив до Кавуву — перший раз з «Фумідзукі», а другий з «Ямагумо», після чого 1—2 лютого сходив разом з «Ямагумо» до Лоренгау на острові Манус. Є також інформація, що «Акікадзе» брав якусь участь у супроводі на завершальній ділянці маршруту конвою № 1122, що 28 січня прибув до Рабаула з Труку.
Тим часом операція союзників по нейтралізації Рабаула шляхом його блокади вступила у завершальну фазу і ця колись грізна японська база практично втратила своє значення. Як наслідок, 5—7 лютого 1944-го «Акікадзе» прослідував на Трук.
17—18 лютого 1944-го база на Труці була розгромлена під час потужного рейду американського авіаносного з'єднання, знищено кілька десятків кораблів та суден, проте «Акікадзе» не постраждав, а 19—24 лютого супроводив ремонтне судно «Акасі» з Труку на Палау (західні Каролінські острови).
З 4 по 31 березня 1944-го «Акікадзе» ескортував цілий ряд конвоїв на заході Мікронезії та пройшов маршрутом Палау — Трук — Вулеаї (атол Каролінського архіпелагу за дев'ять сотень кілометрів на захід від Труку) — Трук — Вулеаї — Сайпан — Палау — Сайпан.
У середині квітня 1944-го «Акікадзе» прибув на атол Вулеаї. 12 числа сюди прибув конвой із двох транспортів «Саньо-Мару» та «Мацує-Мару», який зміг доправити кілька тисяч військовослужбовців, проте на шляху втратив есмінець охорони «Ікадзучі». «Акікадзе» повів їх назад на Маріанські острови, при цьому 17 квітня підводний човен потопив «Мацує-Мару», що змусило есмінець провести порятунок вцілілих. 22—26 квітня «Акікадзе» ескортував з Сайпану до Йокосуки «Саньо-Мару» та ремонтне судно «Ямабіко-Мару», після чого вирушив у Майдзуру для ремонту.
З 15 червня по 3 липня 1944-го «Акікадзе» ескортував конвої за маршрутом Токуяма — Такао — Давао — Маніла, після чого кілька тижнів ніс патрульно-ескортну службу в районі головного міста Філіппін, а 25—27 липня разом зі ще 2 есмінцями супроводив конвой MAMO-01 на ділянці від Маніли до Такао.
Не пізніше 29 вересня 1944-го «Акікадзе» був вже у Японії, де до 20 жовтня пройшов ремонт у Сасебо. Тим часом союзники висадились на Філіппінах і японський флот рушив для контратаки. В межах цих зусиль «Акікадзе» 21 жовтня полишив Куре, супроводжуючи один із загонів постачання угруповання адмірала Одзави. Останнє 25 жовтня було розгромлене в бою біля мису Енгано, при цьому «Акікадзе» із зрозумілих причин перебував набагато північніше. Цього дня підводний човен потопив танкер «Джіней-Мару» (Jinei Maru), який за кілька діб до того брав участь у дозаправці в морі кораблів Одзави, після чого «Акікадзе» провів порятунок вцілілих.
Наприкінці жовтня 1944-го «Акікадзе» прибув до Мако (база ВМФ на Пескадорських островах у південній частині Тайванської протоки), а з 1 листопада приєднався до ескорту авіаносця «Дзюнйо», який виконував рейс до Брунею для доставки снарядів головного калібру для японських лінкорів, боєзапас яких був значною частиною вичерпаний під час нещодавньої битви на Філіппінах. 2 листопада «Акікадзе» разом зі ще 2 есмінцями та легким крейсером повели «Дзюнйо» з Мако на південь. 3 листопада за три сотні кілометрів на захід від північної частини острова Лусон американський підводний човен «Пінтадо» торпедував та потопив «Акікадзе».